# アリ・カリフ・ガライド
アリ・カリフ・ガライド(英語: Ali Khalif Galaydh、ソマリ語: Cali Khalif Galaydh、アラビア語: علي خليف غلير、1941年10月15日 - 2020年10月8日)は、ソマリア出身の学者、政治家。大学教員だったが、2000年にソマリア暫定国民政府の首相に指名され、1年余り務めた。2012年にソマリア連邦議会の議員となり、2014年に非公認国家チャツモ国の大統領となる。2020年死去。

## 生涯

### 生誕と学業
ガライドは1941年10月15日、イギリス領ソマリランドのラス・アノドで生まれた。ソマリランドの町シェイハの中学校、高校で1962年まで学んだ。1962年にアメリカ合衆国に移住し、1963年から1965年まで、アメリカのボストン大学で学び、政治学の学士となる。1967年から1969年まで、シラキュース大学のマックスウェル行政大学院で学び、公共経営修士 (M.P.A.) さらに博士号を取得する。

### ソマリアでの勤務
1970年から1976年までソマリア行政研究所（SIPA）に勤務し、1973年には総局長となった。さらに1974年7月から1976年までソマリア最大の国営砂糖会社、ジョハールシュガーエンタープライズの総支配人を兼務した。この会社は従業員7000人、面積9000ヘクタールであり、その利益はソマリア国家収入の10%に該当した。
1976年から1980年まで、ガライドはソマリアのジュバ砂糖プロジェクトの事務局長に就任した。ガライドは英国企業の協力を得て、予定より早く、予算内でプロジェクトを完成させた。
1979年、ガライドは国会議員に任命された。さらに1980年から1982年まで、バーレ大統領に産業大臣に任命された。

### 再びアメリカへ
1982年から1987年まで、ハーバード大学傘下のウェザーヘッド国際問題センター、ハーバード大学中東研究所のフェローとなった。1983年、ガライドは家族と共にスティール郡 (ミネソタ州)のオワトナ市に移り住んだ。1989年からシラキュース大学の教員となった。
1996年にシラキュース大学を退職し、1996年にソマリアの民間通信会社Somtelを設立し、2000年まで勤務した。
1999年9月、ガライドはジブチのアルタで行われたソマリア国民平和会議（Somalia National Peace Conference, SNPC）に参加した。

### ソマリア首相
2000年、ジブチ会議で設立が決められたソマリア暫定国民政府に、アブディカシム・サラ・ハッサンが暫定大統領として就任し、ガライドは10月8日に大統領から首相に指名された。（ここで言う「暫定」とは「国民選挙で選ばれた政権ができるまで」という意味。以後も同じ。）ガライドはこれを機会に家族をアメリカに残して単身ソマリアに帰国した。
ガライドは組閣を開始し、10月15日にジブチから帰国したイスマイル・モハムド・ヒュッレが外務長官に任命された。その5日後、国防長官、内務長官、財務長官、財務副長官などが任命された。暫定国民政府には有力軍閥の長なども一部入閣したが、多くの軍閥は参加せず、ソマリア統一政府とは言い難いものだった。
2001年2月ガライドは、1996年8月以降エチオピアに占領されていたソマリア南西部のゲド州から、エチオピア軍を外交的に撤退させることに成功した。
2001年10月28日、議会が不信任決議を出したため、ガライドは首相から解任された。理由として、ガライドがソマリアの秩序を回復できなかったこと、大統領と不仲だったことなどが挙げられている。

### アメリカに戻る
その後はアメリカの自宅に戻り、ミネソタ大学のハンフリー公共問題研究所（現ハンフリー公共政策大学院）の教員を務めた。2003年にはベイツ大学で講演している。

### ソマリア連邦議会
一方、ソマリアでは、2004年にソマリア国民政府と他の軍閥とが和解する形でソマリア暫定連邦政府が発足し、暫定政権は比較的順調に運営された。
2012年8月20日、ソマリアで正式な連邦議会が招集され、暫定連邦政府の期間が終了し、ソマリア連邦共和国として再発足した。この政権は、ソマリア内戦以降で初めて多くの外国に正式に認められたもので、現在まで続いている。ガライドも連邦議会の議員に選出された。ガライドは死ぬまで連邦議会議員の資格を持っていた。
ガライドは2013年9月21日に発生したケニアショッピングモール襲撃事件に遭遇している。付近のウェストランズに滞在して１か月ほどした時の出来事だった。事件の際は彼が食事を取っていた店に手榴弾が投げ込まれたが、ガライドに大きな被害はなかった。

### チャツモ国大統領
2014年8月にガライドは、チャツモ国（国際的には承認されていない）の大統領に、現職大統領を破って当選した。
チャツモ国は2012年にドゥルバハンテ氏族が建国を宣言した地域であるが、この地域の西のソマリランドと東のプントランドの双方が領有を宣言しており、国としての実態には乏しかった。チャツモ国の存在はソマリランドとプントランドの両国ともに認めず、必然的にガライドは両国から批判されることになった。
2015年7月26日、ガライドはソマリアの首都モガディシュでジャジーラパレスホテル爆破事件に遭遇し、軽傷を負っている。ガライドはこのホテルに1ヶ月ほど滞在していた。彼は電話インタビューに答えて「私は今回も含めて過去に9回死にそうな目にあったことがある」と語っている。
2016年12月、エチオピアの首都アディスアベバでソマリランドとチャツモ国の代表会談が行われた。この時はガライドが出席したわけではなかったが、チャツモ国がソマリランドと統合することが合意されたとみなされており、プントランド大統領（当時）のアブディウェリ・モハメド・アリは「ガライドはストックホルム症候群で正気を失っていたのではないか」と酷評している。
2017年10月、ガライドはソマリランドのシランヨ大統領と会談し、和平協定を締結。チャツモ国がソマリランドに加わることで合意し、チャツモ国は消滅した。しかし同年12月にソマリランドの大統領に就任したムセ・ビヒ・アブディはこの協定に反対であり、ガライドもソマリランドと距離を置くようになった。

### 晩年
ガライドは2020年10月8日、エチオピアのジジガで亡くなった。エチオピア当局はCOVID-19感染によるものと報告しているが、直前までガライドと過ごした親戚が「COVID-19で死んだとは考えられない不審死である」と言ったとの情報も伝えられている。